# حشيشة المبارك الماجلانية
حشيشة المبارك الماجلانية (الاسم العلمي:Geum magellanicum) هي نوع من النباتات تتبع جنس حشيشة المبارك من الفصيلة الوردية.